# The Other Side of the Wind
The Other Side of the Wind är en film, regisserad av Orson Welles. Filmen spelades in vid olika tillfällen från 1970 till 1976, men den kom inte att ha premiär förrän år 2018. Welles fortsatte att arbeta med filmen in på 1980-talet, men efter hans död 1985 blev filmmaterialet på grund av finansiella och legala hinder liggande ofärdigt. Efter att skådespelaren och regissören Peter Bogdanovich som själv har en roll i filmen arbetat med att färdigställa den kunde den premiärvisades på sjuttiofemte filmfestivalen i Venedig 2018. Senare samma år visades den på Netflix.
Filmen är en satir över Hollywood och filmbranschen. Huvudrollen som en åldrad regissör som under en stor bjudning premiärvisar sin nya film i 1970-talets frigjorda anda görs av John Huston. Andra roller i filmen görs av bland andra Susan Strasberg, Lilli Palmer, Norman Foster, Edmond O'Brien och Mercedes McCambridge. De flesta medverkande i filmen avled långt innan dess premiär.

## Rollista
- John Huston - Jake Hannaford, filmregissör
- Oja Kodar - kvinnliga huvudrollsinnehavaren
- Peter Bogdanovich - Brooks Otterlake
- Susan Strasberg - Juliette Rich, filmkritiker
- Bob Random - John Dale
- Norman Foster - Billy Boyle, åldrad barnstjärna
- Lilli Palmer - Zarah Valeska
- Edmond O'Brien - Pat Mullins
- Mercedes McCambridge - Maggie Noonan
- Cameron Mitchell - Zimmer
- Paul Stewart - Matt Costello
- Gregory Sierra - Jack Simon
- Dan Tobin - Dr. Bradley Pease Burroughs, litteraturprofessor
- Stafford Repp - Al Denny